# Show No Mercy
Show No Mercy debitanski je studijski album američkog thrash metal sastava Slayer, objavljen 3. prosinca 1983. godine, a objavila ga je diskografska kuća Metal Blade Records. Brian Slagel potpisao je sastav za Metal Blade nakon što je uživo gledao sastav kako izvodi pjesmu "Phantom of the Opera" britanskog heavy metal sastava Iron Maiden. Sastav je sam financirao album, kombinirajući ušteđevine pjevača Toma Araye, koji je u to vrijeme bio zaposlen kao respiratorni terapeut te novac posuđen od oca Kerryja Kinga.
Promotivna turneja je uvelike pomogla popularnosti albuma te je na nju sastav poveo obitelj i prijatelje kako bi im pomogli oko rasvjete i zvukova. Iako je kritiziran zbog loše kvalitete zvuka, postao je najprodavaniji album Metal Blade Recordsa te se pjesme "Die by the Sword", "The Antichrist" i "Black Magic" i dan danas izvode na koncertima grupe.
Godine 1987. album je bio ponovno objavljen, s par pjesama s EP-a sastava Haunting the Chapel.

## Popis pjesama
| 1. | »Evil Has No Boundaries«     | Jeff Hanneman, Kerry King | King           | 3:09 |
| 2. | »The Antichrist«             | Hanneman                  | Hanneman, King | 2:49 |
| 3. | »Die by the Sword«           | Hanneman                  | Hanneman       | 3:36 |
| 4. | »Fight till Death«           | Hanneman                  | Hanneman       | 3:37 |
| 5. | »Metalstorm/Face the Slayer« | King                      | Hanneman, King | 4:53 |

| Strana B | Strana B            | Strana B       | Strana B       | Strana B | Strana B | Strana B | Strana B | Strana B | Strana B |
| Br.      | Skladba             | Tekstopisac    | Skladatelj     | Trajanje |          |          |          |          |          |
| -------- | ------------------- | -------------- | -------------- | -------- | -------- | -------- | -------- | -------- | -------- |
| 6.       | »Black Magic«       | King           | Hanneman, King | 4:03     |          |          |          |          |          |
| 7.       | »Tormentor«         | Hanneman       | Hanneman       | 3:45     |          |          |          |          |          |
| 8.       | »The Final Command« | King           | Hanneman, King | 2:32     |          |          |          |          |          |
| 9.       | »Crionics«          | Hanneman, King | Hanneman, King | 3:29     |          |          |          |          |          |
| 10.      | »Show No Mercy«     | King           | King           | 3:06     |          |          |          |          |          |
| 35:02    |                     |                |                |          |          |          |          |          |          |

| 11. | »Chemical Warfare«    | Hanneman, King | 6:01 |
| 12. | »Captor of Sin«       | Hanneman, King | 3:27 |
| 13. | »Haunting the Chapel« | Hanneman, King | 3:57 |

| 11. | »Aggressive Perfector« | Hanneman, King | 3:31 |
| 12. | »Chemical Warfare«     | Hanneman, King | 6:01 |

| 6. | »Aggressive Perfector« | Hanneman, King | 3:31 |

## Zasluge
| Slayer - Tom Araya — vokali, bas-gitara - Jeff Hanneman — gitara - Kerry King — gitara - Dave Lombardo — bubnjevi Dodatni glazbenici - Gene Hoglan — prateći vokali (na 1. pjesmi) | Ostalo osoblje - Brian Slagel — izvršna produkcija - Bill Metoyer — inženjer zvuka, miksanje - Max Dingel — mastering - Steve Craig — logotip (s pentagramom), koncept naslovnice, dizajn, fotografija - Don Cline — fotografija - Lisa Wickwire — fotografija - Brian Ames — raspored ilustracija - Lawrence R. Reed — naslovnica, dizajn, koncept naslovnice |